# Sciades herzbergii
Sciades herzbergii is een straalvinnige vis uit de familie van christusvissen (Ariidae), orde meervalachtigen (Siluriformes), die voorkomt in de binnenwateren van Zuid-Amerika, het westen en het zuidwesten van de Atlantische Oceaan.

## Anatomie
Sciades herzbergii kan maximaal 54 cm lang en 1500 gram zwaar worden. Van de zijkant gezien heeft het lichaam van de vis een langgerekte vorm, van bovenaf gezien is de vorm het best te typeren als cirkelvormig. De kop is duidelijk convex. De ogen zijn normaal van vorm en zijn symmetrisch. De mond zit aan de onderkant van de kop.
De vis heeft geen zijlijn, De vis heeft twee rugvinnen.

## Leefwijze
Sciades herzbergii komt zowel in zoet, zout als brak water voor en is gebonden aan een tropisch klimaat. De soort is voornamelijk te vinden in kustwateren (zoals estuaria, lagunes en brakke zeeën), zeeën en ondiepe wateren (zoals mangroven, moerassen en ondergelopen grond).
Het dieet van de vis bestaat hoofdzakelijk uit dierlijk voedsel. Hij eet macrofauna en jaagt op andere vis (het is een roofvis).

## Relatie tot de mens
Sciades herzbergii is voor de visserij van beperkt commercieel belang. De soort komt niet voor op de Rode Lijst van de IUCN.